# Temporada 1999-2000 del Nàstic
Dades de la Temporada 1999-2000 del Gimnàstic de Tarragona.

## Plantilla
Plantilla del Gimnàstic de Tarragona per a la temporada 1999-2000 a la Segona divisió B de la lliga espanyola de futbol.
| - Òscar Ruiz Balbuena - Adolfo Baines Pilart - Pedro Muñoz Arévalo - Òscar Ambròs Ros - Enrique García Estévez Quique - Jonatan Ortuño Alonso - José Antonio Gordillo Luna - Leonardo López Jiménez Leo - Ignacio Cantero López - Enric Socias Julbe - Álex García Casañas - Abelardo Otero Garcia - Ricard Vega |  | - Joan Pallarès Roca - Jordi Masnou Margarit - Peri Ventura García - Marc Carreño Solà - Jesús María Serrano Eugui - Raúl Garrido - Manolo Herrero Galaso - Felix Prieto Partido - Sergi Mesa Tutusaus - Ivan Romeu Roige - Kali Garrido Muro - Estefan Julià García - Juan Montía - Pablo Herrera |

- Entrenador:  Josep Maria Nogués

- Segon Entrenador:  Roberto Elvira Estrany